# Большаков, Григорий Филиппович
Григорий Филиппович Большако́в (1904—1974) — советский оперный певец (тенор). Народный артист РСФСР (1951). Лауреат двух Сталинских премий (1942, 1950).

## Биография
Г. Ф. Большаков родился 23 января (5 февраля) 1904 года в Санкт-Петербурге в рабочей семье. Учился в музыкальной школе на Выборгской стороне (педагог Р. Ф. Нувельнорди) и в 3-м Ленинградском музыкальном техникуме (педагог И. Г. Супруненко).
В 1928—1930 годах солист ЛМАТОБ, в 1930—1936 годах — ЛАТОБ имени С. М. Кирова, в 1936—1938 годах — САТОБ имени Н. Г. Чернышевского, в 1938—1958 годах — ГАБТ.
Г. Ф. Большаков умер 3 февраля 1974 года. Похоронен в Москве на Головинском кладбище.

## Оперные партии
- «Виндзорские проказницы» О. Николаи — Фентон
- «Иоланта» П. И. Чайковского — Водемон
- «Черевички» П. И. Чайковского — Вакула
- «Мазепа» П. И. Чайковского — Андрей
- «Пиковая дама» П. И. Чайковского — Герман
- «Евгений Онегин» П. И. Чайковского — Ленский
- «Иван Сусанин» М. И. Глинки — Собинин
- «Майская ночь» Н. А. Римского-Корсакова — Левко
- «Сказка о царе Салтане» Н. А. Римского-Корсакова — Гвидон
- «Хованщина» М. П. Мусоргского — Андрей Хованский
- «Демон» А. Г. Рубинштейна — Синодал
- «Любовь к трём апельсинам» С. С. Прокофьева — Принц
- «Севильский цирюльник» Дж. Россини — Альмавива
- «Вильгельм Телль» Дж. Россини — Арнольд
- «Травиата» Дж. Верди — Альфред
- «Риголетто» Дж. Верди — Герцог
- «Кармен» Ж. Бизе — Хосе
- «Фауст» Ш. Гуно — Фауст
- «Декабристы» Ю. Шапорина —  Щепин-Ростовский

## Награды и премии
- Народный артист РСФСР (1951)
- Заслуженный артист РСФСР (1942)
- Сталинская премия первой степени (1942) — за исполнение партии Вакулы в оперном спектакле «Черевички» П. И. Чайковского (1941)[2]
- Сталинская премия второй степени (1950) — за исполнение партии Андрея в оперном спектакле «Мазепа» П. И. Чайковского (1948)